# Біскупиці (Гнезненський повіт)
Біскупиці (пол. Biskupice) — село в Польщі, у гміні Клецько Гнезненського повіту Великопольського воєводства.
Населення — 122 особи (2011).
У 1975-1998 роках село належало до Познанського воєводства.

## Демографія
Демографічна структура станом на 31 березня 2011 року:
|          | Загалом | Допрацездатний вік | Працездатний вік | Постпрацездатний вік |
| -------- | ------- | ------------------ | ---------------- | -------------------- |
| Чоловіки | 63      | 12                 | 46               | 5                    |
| Жінки    | 59      | 12                 | 33               | 14                   |
| Разом    | 122     | 24                 | 79               | 19                   |